# Апинак
Апинак (фр. Apinac) насеље је и општина у источној Француској у региону Рона-Алпи, у департману Лоара која припада префектури Монбризон.
По подацима из 2011. године у општини је живело 409 становника, а густина насељености је износила 26,64 становника/km². Општина се простире на површини од 15,35 km². Налази се на средњој надморској висини од 940 метара (максималној 1.055 m, а минималној 796 m).

## Демографија
| 1962. | 1968. | 1975. | 1982. | 1990. | 1999. | 2011. |
| ----- | ----- | ----- | ----- | ----- | ----- | ----- |
| 347   | 416   | 393   | 354   | 330   | 304   | 409   |

График промене броја становника у току последњих година